# فوتبال فوق ستاره بین‌المللی ۶۴
فوتبال فوق ستاره بین‌المللی ۶۴ (انگلیسی: International Superstar Soccer 64) نام یک بازی ویدئویی ساخته شده توسط کونامی می‌باشد که برای نینتندو ۶۴ در سال ۱۹۹۷ منتشر شد. این بازی دقیقاً تیم‌های لوکس را داشت و تنها تفاوتش جایگزین شدن آفریقای جنوبی به جای مراکش بود.

## تیم‌ها
قاره اروپا
- آلمان
- فرانسه
- ایتالیا
- سوئیس
- نروژ
- دانمارک
- سوئد
- اسپانیا
- پرتغال
- هلند
- انگلستان
- روسیه
- کرواسی
- رومانی
- بلغارستان
- چک
- بلژیک
- اتریش
- یونان
- ولز
- اسکاتلند
- جمهوری ایرلند
- ایرلند شمالی
- لهستان
- یوگسلاوی

قاره آفریقا
- ترکیه
- کامرون
- نیجریه
- آفریقای جنوبی

قاره آمریکا
- برزیل
- آرژانتین
- کلمبیا
- مکزیک
- اروگوئه
- ایالات متحده آمریکا
- پاراگوئه
- بولیوی
- کانادا

قاره آسیا
- ایران
- ژاپن
- کرهٔ جنوبی
- عربستان سعودی
- امارات متحدهٔ عربی

قاره اقیانوسیه
- استرالیا